# Sandra Sigurðardóttir
Sandra Sigurðardóttir (2 ottobre 1986) è una calciatrice islandese, portiere del Valur e della nazionale islandese.

## Palmarès

### Club
- Campionato islandese: 7

Stjarnan: 2011, 2013, 2014, 2016
Valur: 2019, 2021, 2022
- Coppa d'Islanda: 3

Stjarnan: 2012, 2014, 2015
- Supercoppa islandese: 2

Stjarnan: 2012, 2015